# Вбивство Таїр Ради
32°59′26″ пн. ш. 35°41′43″ сх. д. / 32.990511111111° пн. ш. 35.695238888889° сх. д.
Таїр Рада, тринадцятирічна дівчинка з міста Кацрін в Ізраїлі , була убита 6 грудня 2006 року. Її тіло було знайдено в туалеті школи, де вона вчилася. На її тілі були виявлені численні сліди насильства і ножові поранення. За підозрою у вбивстві був затриманий Роман Задоров (Здоров) (1978 р.н..), Прибиральник, який працював в школі. Після затримання Роман був відпущений, проте знову затриманий за підозрою у вбивстві через тиждень. Він зізнався у вбивстві і реконструював злочин, однак незабаром відмовився від визнання, заявивши, що визнання були зроблені під тиском поліції.
У 2010 році Задоров був визнаний винним у вбивстві і засуджений на довічне ув'язнення. Задоров подав апеляцію, яка була відхилена судом в 2014 році. У грудні 2016 року Верховний суд Ізраїлю відхилив апеляцію більшістю в два голоси проти одного.
Справа про вбивство Таїр викликало величезний резонанс в ЗМІ. Про справу Таїр в 2017 році був знятий документальний фільм-розслідування Shadow of Truth (англ.) Укр. ( «Тінь правди»), який отримав кілька призів Ізраїльської академії фільмів і телебачення, в якому стверджується, що Задоров не є вбивцею Таїр Ради.
У 2018 році з'явилися нові свідчення, що нібито доводять, що Таїр була вбита іншою людиною. Вони засновані на показаннях свідків, які чули, що якась жінка, названа в матеріалах розслідування ініціалами А. К. (Оля Кравченко), зізналася у вбивстві Ради.
23 жовтня 2019 року адвокати Задорова подали офіційне клопотання про перегляд його справи.
30 березня 2023 року  Задорову винесено виправдувальний вирок.